# Anna żagańska (córka Baltazara I żagańskiego)
Anna żagańska (ur. przed 28 sierpnia 1460, zm. 1463 Nienburg, Saksonia) – córka Baltazara I żagańskiego i jego pierwszej żony Agnieszki. 
Anna była jedynym dzieckiem Baltazara żagańskiego. Jej imię nawiązuje przypuszczalnie do imienia jej ciotki Anny, żony Albrechta, hrabiego von Lindow-Ruppin. Wychowaniem Anny zajęła się jej ciotka Jadwiga, żona Bernarda VI von Anhalt-Bernburg. Została pochowana w klasztorze benedyktyńskim w Nienburgu w Saksonii.